# Bicicletas Gazelle
Bicicletas Gazelle, oficialmente llamada Royal Dutch Gazelle, es el fabricante de bicicletas más grande y famoso de Holanda. Gazelle emplea a 550 trabajadores en su fábrica de Dieren, Países Bajos, la producción de es de 300.000 bicicletas al año. La producción total ha pasado 13 millones. 

## Historia
La empresa fue fundada 1892 por Willem Kölling y Rudolf Arentsen. En un principio vendían bicicletas importadas de Inglaterra. Comenzaron su propia producción utilizando el nombre Gazelle en 1902. Después de cambiar de manos varias veces, Gazelle es ahora propiedad de «Glide Buy Out Fund», una Empresa holandesa de fondo de capital de riesgo.
Durante el período comprendido entre los años 1920 a 1940, Gazelle tuvo éxito como exportador de bicicletas a las Indias Orientales Neerlandesas. Muchas bicicletas Gazelle sobreviviven aún hoy en día en toda Indonesia y son muy buscadas por coleccionistas. 
Acontecimientos incluyen una bicicleta plegable de reparto en 1930 y una bicicleta tándem introducida en 1935. Una bicicleta eléctrica fue producida en 1937 junto con Philips. Gazelle en 1954 se convirtió en una empresa pública y construyó su millonésimo bicicleta. En 1959, Gazelle patentó la primera palanca de cambio de puño «Grip Shift» de 3 velocidades.

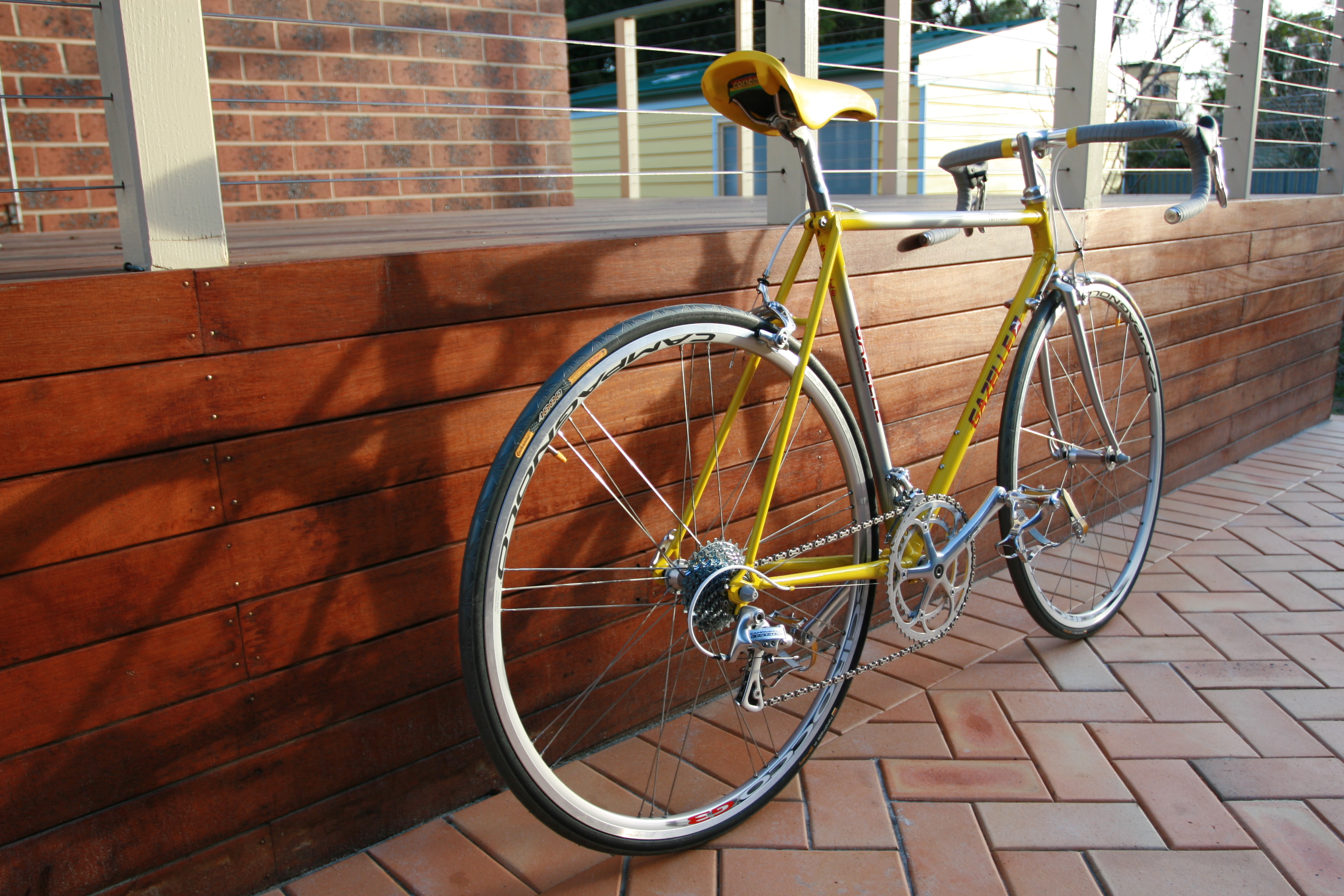
Gazelle Formula Race

A mediados de los años 60 Gazelle construyó una «División especial de carreras» en su taller en la fábrica de Dieren. En este taller se construyeron a mano cuadros de competencia por artesanos cualificados. En la cúspide de su éxito comercial (alrededor de 1980-85) alrededor de 35 personas estaban empleadas. Gazelle tuvo éxito con sus bicicletas de cuadro de acero como la «Formula Race» y «Champion Mondial» y ha patrocinado el ahora infame equipo ciclista TVM. El equipo quebró en el año 2000 a causa de un escándalo de dopaje. Las Champion Mondial se construyeron con tubos cromoly Reynolds 531 o 753, mientras los cuadros del modelo Formula Race fueron construidos con tubos Reynolds 525. Las bicicletas de carreras Gazelle fueron fabricadas hasta el 2002 y son muy codiciadas en la actualidad.
Gazelle fue el primer fabricante de bicicletas Neerlandés de presentar la bicicleta plegable «Kwikstep» en 1964. El freno delantero de tambor se desarrolló en 1968 y todavía hoy en día está en producción. En 1980 Gazelle fue el primer fabricante de bicicletas en desarrollar un eje cigüeñal con rodamientos de bolas.

### Modelo Gazelle de 1954
|  |  |  |  |

|  |  |  |  |

### Piet Pelle en su Gazelle

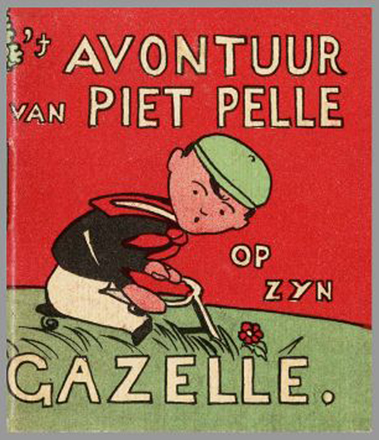
Piet Pelle en su Gazelle. Publicación original en 1912

Si menciona mucho Gazelle: la gente va a pensar inmediatamente en Piet Pelle. Este joven fue el personaje principal en el libro de la historieta titulada «Piet Pelle en su Gazelle». Un libro ilustrado artísticamente para los niños de 8 a 80. Desde la década de 1930 este libro fue regalado por los concesionarios Gazelle como parte de su material promocional con las bicis de los niños Gazelle.
La artista Haarlem Ko Doncker se le ocurrió la idea de Piet Pelle ya en 1908 para la fábrica de bicicletas Gazelle. Piet Pelle y su bicicleta experimentaron las aventuras más extraordinarias. Su bicicleta tuvo que soportar mucho: Piet Pelle pasea a lo largo de ella a través de clavos, rebota en las rocas, corre contra un tren y viaja a través de un río. Pero su bicicleta Gazelle espléndidamente aguanta todos los obstáculos y trae Piet Pelle vuelta a casa sano y salvo. La primera tirada del libro Piet Pelle comprendía de 20.000 ejemplares. Piet Pelle se convirtió rápidamente en un nombre familiar en los Países Bajos (y países vecinos). Fue proclamado como el héroe de Dieren del siglo XX por el periódico estudiantil de Ámsterdam Propria Cures.
El libro fue reeditado en 1950 y esta vez con dibujos de Guus Boissevain. Los textos originales se mantienen en esta edición. En la década de 1960 el poeta Kees Stip ideó dos nuevas historias Piet Pelle.
Piet Pelle ha jugado un papel importante en la comercialización y promoción de los Gazelle durante décadas. En 1997, una estatua de él fue, por consiguiente, presentado en Dieren, la ciudad natal de bicicletas Gazelle

## Centenario de 1992

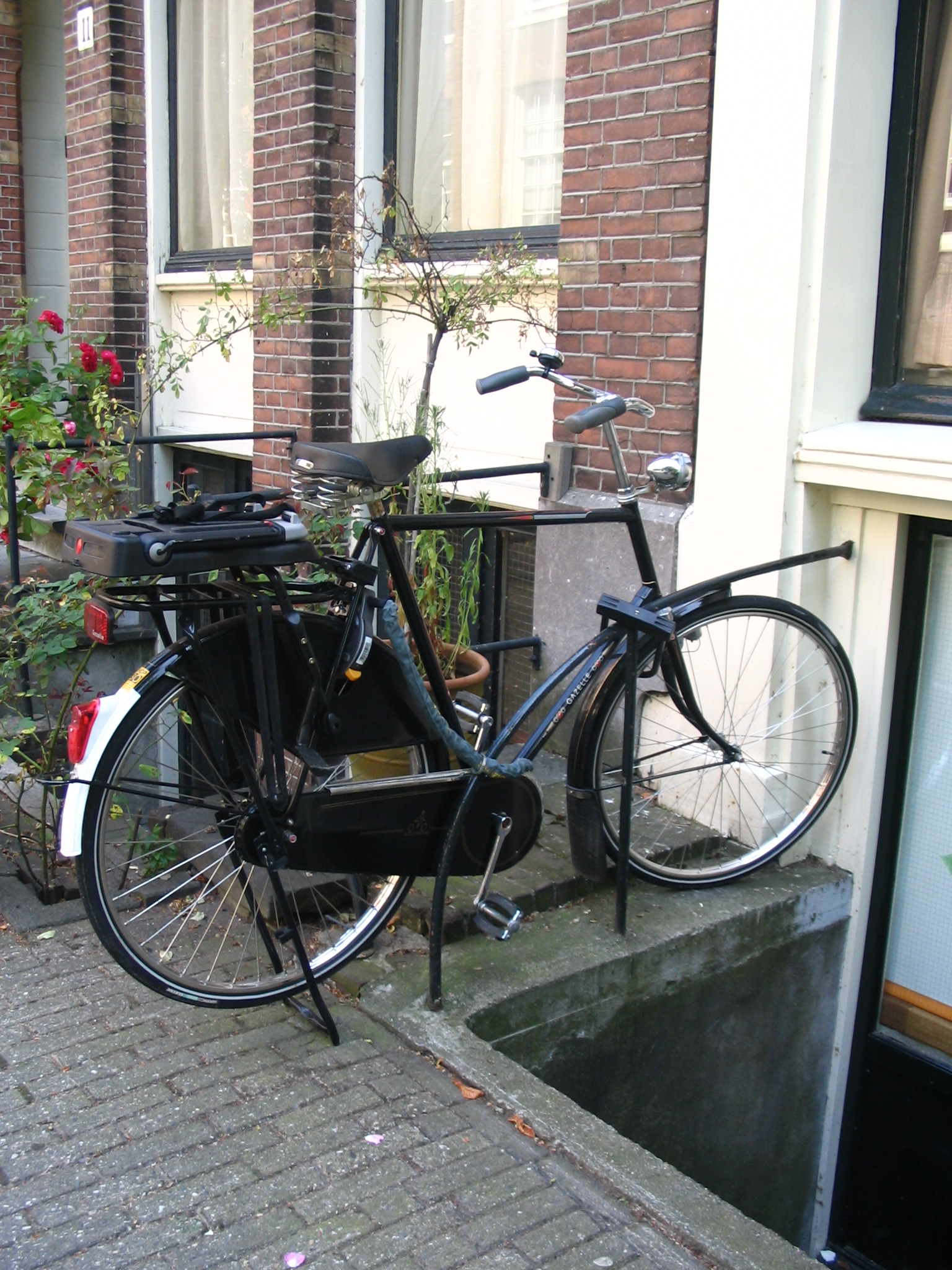
Modelo clásico contemporáneo de caballeros

Las celebraciones del centenario en 1992 coincidió con la producción de los ocho millones de bicicletas millones. Más aún, la Princesa Margarita concede el título de «Royal» (Realeza) a Gazelle en honor a las celebraciones del centenario de la compañía. En ese momento un millón de bicicletas se producían cada tres o cuatro años. Un punto culminante de Gazelle llegó el 7 de abril de 1999. En esta fecha en particular Príncipe Willem Alexander dio los toques finales a la número 10 millones de Gazelle.
Gazelle siguió su camino, y el 31 de octubre de 2005, el 12 millonésimo Gazelle salió de la línea de producción. La Ministra Karla Peijs de las Obras Públicas y Administración del Aguas estuvieron presentes para echar una mano con la Gazelle Easy Glider: la primera Gazelle E-Bike. Lo que es más, la 13 millonésimo de Gazelle salió de la línea de producción en 2008. Y seguiremos haciendo bicicletas seguras, confortables, sostenibles y hermosas bicicletas en la manera que sabemos.